# Botanophila facettii
Botanophila facettii är en tvåvingeart som först beskrevs av Mario Bezzi 1918.  Botanophila facettii ingår i släktet Botanophila och familjen blomsterflugor. Inga underarter finns listade i Catalogue of Life.